# Michail Baryšnikov
Michail Nikolaevič Baryšnikov (in russo Михаил Николаевич Барышников?; Riga, 27 gennaio 1948) è un ballerino, coreografo e attore sovietico naturalizzato statunitense.

## Biografia

### Carriera di danzatore
Nato in Lettonia da genitori russi, inizia a studiare danza classica a undici anni. A sedici entra nella prestigiosa Accademia di danza Vaganova. Nel 1967 entra nella compagnia del balletto Mariinskij (ai tempi "balletto Kirov") con un ruolo in Giselle. Diversi coreografi sovietici ne riconoscono il talento, la purezza di stile e la presenza scenica, coreografando delle parti appositamente per lui. Ai tempi il critico Clive Barnes del New York Times lo definì "il più perfetto ballerino che abbia mai visto".
Tuttavia la sua ridotta statura, che talvolta lo penalizza in parti classiche in cui nel pas de deux avrebbe dovuto sovrastare in altezza la ballerina partner quando sale sulle punte dei piedi, e la chiusura alle innovazioni che caratterizzava il balletto in Unione Sovietica lo portano alla decisione di oltrepassare la "cortina di ferro" per prendere parte alle innovazioni del balletto occidentale.
Il 29 giugno 1974, mentre si trova in tour in Canada con la compagnia Kirov, Baryšnikov defeziona e chiede asilo politico a Toronto, unendosi al Royal Winnipeg Ballet. Successivamente, da Toronto si trasferisce negli Stati Uniti d'America e diventa cittadino statunitense nel 1976.
Dal 1974 al 1979 è primo ballerino dell'American Ballet Theatre, continuando tuttavia a fare sporadiche esibizioni con altre compagnie di balletto classico e danza moderna. Nel 1980 entra nel New York City Ballet per un anno e mezzo, dove lavora con il coreografo George Balanchine. Dopo questa esperienza ritorna all'American Ballet Theatre come ballerino e direttore artistico (posizione che manterrà per dieci anni).
Dal 1990 al 2002 lavora come direttore artistico del White Oak Dance Project, una compagnia fondata da lui e Mark Morris.
Nel 2005 fonda a New York il Baryshnikov Arts Center https://bacnyc.org/ Archiviato l'11 marzo 2023 in Internet Archive. , un centro artistico che funge da ritrovo per artisti di tutte le discipline.

### Carriera cinematografica e televisiva
Ottiene una nomination per l'Oscar come miglior attore non protagonista per il suo primo film Due vite, una svolta (The Turning Point - 1977). Nel 1985 prende parte al film Il sole a mezzanotte (White Nights) insieme a Gregory Hines e Isabella Rossellini. Nel 1987 è stato il protagonista del film Giselle insieme ad Alessandra Ferri. Ha recitato inoltre nella sesta e ultima stagione della serie TV Sex and the City, interpretando l'artista russo Petrovsky, l'ultimo fidanzato del personaggio di Sarah Jessica Parker.

## Vita privata
A lungo compagno di Jessica Lange, nel 1981 ha avuto da lei la prima figlia Aleksandra. 
Quando Baryšnikov incontrò Jessica Lange, parlava pochissimo inglese, quindi conversavano in francese. Ha successivamente imparato a parlare l'inglese guardando la televisione.
Dopo la prima moglie, ebbe una lunga relazione con l’ex ballerina Lisa Rinehart con la quale si sposò nel 2006. Ebbero 3 bambini: Peter (7 luglio 1989), Anna (22 maggio 1992) e Sofia (24 maggio 1994).

## Riconoscimenti
- Premio Oscar
  - 1978 – Candidato al miglior attore non protagonista per Due vite, una svolta

## Doppiatori italiani
- Tonino Accolla in Due vite, una svolta
- Sandro Acerbo in Il sole a mezzanotte
- Sergio Di Giulio in Spie contro
- Massimo Lodolo in Sex and the city